# Джозая Флінт
Джозайя Флінт (повне ім'я Джозайя Флінт Віллард; 23 січня 1869 — 20 січня 1907) — американський соціолог і письменник.

## Біографія
Флінт народився в Епплтоні, штат Вісконсін, у родині Олівера та Мері Банністер Віллард. Його батько був редактором місцевої газети. Племінник Френсіс Віллард, відомої американської громадської діячки, феміністки і суфражистки, просвітительки і реформаторки, двоюрідний брат американського режисера Банністера Мервіна. Його першим спогадом була втеча від медсестри після того, як його побили «за якусь дрібну провину»; втеча принесла йому «… міру чистої радості».
Батько Вілларда помер у березні 1878 року. Перебуваючи на вихованні матері та бабусі, він часто тікав. Його відправили жити в маленьке містечко Небраска та пансіон штату Іллінойс. У 1884 році, коли його мати та сестри виїхали до Європи, його відправили до коледжу в Іллінойсі, де він досяг успіху в історії та сучасних мовах. Флінт назавжди покинув коледж, посівши третє місце в конкурсі есе.
Потім він був замішаний у крадіжці, зрештою був відправлений до виправної школи на рік. Він утік, пробрався до Західної Вірджинії та почав восьмимісячне бродяжництво, яке сприяло його письменницькій кар'єрі та збагатило досвід про бродяг.
Після цього він поїхав до Європи до матері. Він здобув освіту в Університеті Фрідріха Вільгельма (у Берліні) з 1890 по 1895 рік. Перебуваючи в Європі, він відвідав Англію, Швейцарію, Італію та Росію. Серед світил, з якими він зустрічався, були Лев Толстой та Генрік Ібсен.
У Петербурзі він вперше потрапив під поліцейський рейд. Незабаром після повернення до Сполучених Штатів у 1898 році він отримав запрошення від керівника залізниці Л. Ф. Лорі повернутися до бродяжництва і шпигувати за бродягами, які користуються залізницею, а також за приватними поліцейськими, які повинні були стежити за дотриманням правил боротьби з бродягами. Через місяць після цього він вирішив, що зможе виконувати цю роботу, їдучи з комфортом як пасажир.
Після кількох років бродяжництва він опублікував у 1899 році «Поневіряння з волоцюгами». Його подальші твори, присвячені нижчому та злочинному класам, включають The Powers that Prey (1900), збірку оповідань, написаних у співпраці з Альфредом Ходдером (під псевдонімом Френсіс Волтон), Notes of an Itinerant Policeman (1900), The World of Graft (1901), том оповідань, і «Маленький брат» (1902) — його єдина спроба в художній прозі. Його ім'я увіковічене в анналах художньої літератури: Джек Лондон присвятив роман «Дорога» на його честь. Помер у Чикаго.
Уіллард був завзятим курцем з дев'яти років і давнім алкоголіком. У тридцять сім років він захворів на пневмонію. Він перебував у Чикаго з завданням для Cosmopolitan, працював над історією про азартні ігри в більярд, коли захворів, зачинився в готельному номері й залишався там до смерті.